# Manuel García Prieto
Manuel García Prieto (Astorga, Lleó, 5 de novembre de 1859 - Sant Sebastià, Guipúscoa, 14 de setembre de 1938) va ser un polític espanyol, militant del Partit Liberal Fusionista, ministre i president del Govern d'Espanya en diverses ocasions, la darrera presidència va ser l'últim govern constitucional de la Restauració abans de la dictadura de Primo de Rivera.

## Primers anys
No es té informació sobre els seus estudis d'abans d'anar a estudiar lleis a la Universitat de Madrid. Ben aviat, sent encara estudiant, va entrar a militar al Partit Progressista i, poc després, al Partit Liberal, sota la protecció de José Canalejas y Méndez i, especialment, del que fou el seu mentor i padrí polític Eugenio Montero Ríos, que el va iniciar en la seva carrera pública. En finalitzar els estudis de dret, va entrar a treballar al despatx de Montero, del qual s'havia guanyat la seva total confiança, fet que es va materialitzar amb el casament amb la filla d'aquest.

## Elecció i ministeris

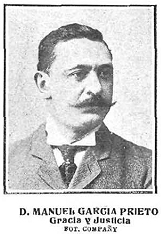
García Prieto en l'etapa de ministre de Gràcia i Justícia, fotografiat per Manuel Compañy.

Amb 29 anys, el 1888 va ser elegit per primera vegada diputat al Parlament, representant del districte d'Astorga, i el 1897 és nomenat director general del contenciós de l'Estat, després subsecretari d'Ultramar. El 1905 li és entregada la seva primera cartera ministerial, la de Governació, durant el govern del seu sogre Eugenio Montero; el càrrec va donar grans prestigi a García Prieto entre els liberals. Una crisi de govern va fer caure el govern, passant a la presidència Segismundo Moret que, no obstant això, va mantenir a García Prieto en el seu gabinet de govern, però en la cartera de Gràcia i Justícia, en la qual només va dirigir dos mesos, però durant els quals va crear les «colònies penitenciàries», va fundar l'Escola de Criminologia, i, finalment va modernitzar i reorganitzar el Tribunal Suprem. La fi de l'exercici del càrrec va ser per l'oposició a la Llei de Jurisdiccions que pretenia promulgar Moret, que va aconseguir aprovar al Parlament i, tot seguit, García Prieto va presentar la dimissió.
El 1906 va ser ministre de Foment del govern del general López Domínguez i, després, el 1910, va ser Ministre d'Estat durant el mandat de José Canalejas y Méndez (1910-1912), govern aglutinadors de diferents tendències liberals i fecund en reformes. García Prieto va ser un dels grans protagonistes d'aquell govern, com a autor dels tractats amb el Marroc (1911) i amb França (1912), que van possibilitar l'establiment del Protectorat Espanyol del Marroc, i l'annexió a la corona de les localitats de Larraix i Alcazarquivir. per qual cosa va rebre el títol de Marquès d'Alhucemas. A més, també va aconseguir que les noves repúbliques americanes, antigues colònies d'Espanya, tinguessin representació al Tribunal Internacional de Justícia de L'Haia.

## Primeres presidències i enfrontament amb Romanones
Després de l'assassinat de Canalejas, fou nomenat president accidental a García Prieto, l'actuació del qual es va reduir a pronunciar un discurs d'elogi pel difunt el 13 de novembre al Congrés dels Diputats. El dia 15 era nomenat president el comte de Romanones. Aleshores, es va obrir una lluita per la direcció del Partit Liberal entre els partidaris del comte de Romanones, recentment nomenat cap de govern, i els de García Prieto, anomenats «demòcrates», per ser gendre d'Eugenio Montero. Mentre els eren més heterogenis, fidels al llegat de Segismundo Moret, i que reconeixien, especialment, més que a Romanones, a Santiago Alba. Els demòcrates eren més homogenis, antics monteristes, i moderats en el seu pensament ideològic, de fet, eren la part més dretana del partit, amb plantejaments liberals clàssics, contraris a l'intervencionisme de l'estat, a l'apropament amb els republicans i a les posicions anticlericals, i totalment oposats a la llei de mancomunitats provincials el govern del comte de Romanones. Precisament, va ser la qüestió de la descentralització la que va dur a García Prieto i els seus seguidors a formar un grup parlamentari propi a les Corts, acompanyats de diputats amb la seva clientela sense cap mena de motiu ideològic sinó per falta de favors polítics per part del govern Romanones, i es van escindir dels liberals la tardor del 1913. García Prieto, amb el suport dels conservadors, van fer caure el govern del comte.

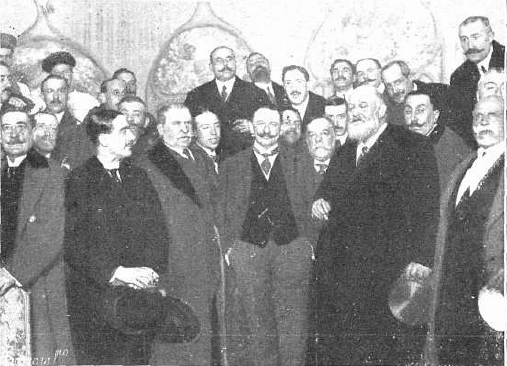
García Prieto i els seus correligionaris el 1914.

Durant el període de la Primera Guerra Mundial, durant el govern d'Eduardo Dato (1913-1915), en què Espanya es va mantenir neutral oficialment, si bé comerciant amb els aliats, la posició neutralista va tenir el suport dels demòcrates de García Prieto, rigoristes en aquest sentit, a diferència del comte de Romanones, que s'havia declarat obertament aliadòfil. El 1917, les tensions socials i polítiques nacionals causades per la guerra mundial, van provocar la caiguda d'un nou govern encapçalat per Romanones, que va ser substituït per García Prieto. Al llarg d'aquest any, les relacions entre els grups liberals es van deteriorar progressivament, dins de la tònica de la crisi dels partits dinàstics tradicionals, que des de feia temps patien una fragmentació política i, de retruc, estaven desprestigiats pels problemes socials. Entre l'abril i el juny d'aquell any, García Prieto va presidir un govern marcar per la crisi de les juntes militars, amb una clara orientació sindical, dirigida principalment pels oficials d'infanteria de baix rang demanant la reforma de l'exèrcit i millores econòmiques. Tot i la dissolució de la Junta Superior d'Infanteria va ser dissolta, es va tornar a formar i va desafiar obertament el govern de García Prieto quan se'ls va demanar la dissolució definitiva. Una rebel·lió encapçalada pel coronel Benito Márquez, a Barcelona, va resultar infructuosa i els rebels van ser empresonats a Montjuïc.
La sufocació de la rebel·lió no va aturar el moviment juntista, ans al contrari, es va estendre a altres àmbits. El juny entrava un nou govern amb Eduardo Dato al capdavant, però només va durar fins a novembre i García Prieto va tornar a esdevenir president, amb un govern que integrava diferents faccions: demòcrates, romanonistes, mauristes, ciervistes i catalanistes, això sí, sempre de tendència dretana. Aquest va ser el primer govern de la restauració que va tenir un caràcter de concentració monàrquica, que té, precisament, el seu tret de sortida amb la crisi dels militars de 1917, i que va suposar la creació de coalicions dels fragmentats partits dinàstics, amb reforços ocasionals de la Lliga Regionalista. El nou govern va renovar mètodes electorals, i no va pactar les llistes prèviament, ni tampoc va haver-hi ingerència per part dels governadors civils, però això va provocar una gran fragmentació de les Corts, i va impossibilitar la formació de govern i va esdevenir una crisi tot just un mes després de les eleccions.

## Darreres actuacions polítiques
Amenaçant amb l'abdicació, Alfons XIII va aconseguir que Antoni Maura formés govern, al qual es va integrar García Prieto, entre altres personalitats, com Dato, Romanones, Alba i Cambó. No obstant això, les desavinences polítiques entre ells no van fer-se esperar, especialment en la política internacional, sobre quina posició prendre envers Alemanya, que havia torpedinat vaixells mercants espanyols que comerciaven amb els aliats, destruint un 20% del total de la flota i provocant un total de 100 morts. Als vuit mesos el govern va caure i la desil·lusió va tornar a inundar el país. Les coalicions i governs de concentració inaugurats per García Prieto van ser inestables i poc duradores. El novembre de 1918, García Prieto va formar novament govern, dominat pels demòcrates i els seguidors de Santiago Alba, però només va durar un mes a causa de les desavinences, especialment en referència a la qüestió catalana, quan els parlamentaris catalans de tots els partits, regionalistes, republicans, reformistes, carlins, conservadors i, fins i tot, liberals, van exigir a García Prieto un govern regional autònom per a Catalunya, inspirats per la doctrina Wilson, quelcom que podia fer perillar l'estabilitat nacional amb altres moviments regionals a altres zones d'Espanya.
En el seu darrer mandat com a president (1922-1923), l'últim del període constitucional abans de la dictadura de Primo de Rivera, inspirat per Santiago Alba, va intentar unir les diverses faccions liberals. Com havia passat anteriorment, el discurs del nou govern de superació de la crisi nacional va donar esperances, però a la pràctica no va haver-hi canvis. De fet, les eleccions d'abril de 1923 es van conduir de forma fraudulenta, de fet, les faccions van pactar el repartiment d'escons, perquè un procés normal d'eleccions hauria fragmentat massa el parlament. Alguns autors, com Raymond Carr, sostenen que aquest govern va ser un veritable intent de democratització i reforma constitucional, i que la dictadura en va ser un impediment. Tot i això, la seva vida política no acabaria. Després de la dimissió del general Dámaso Berenguer, i l'intent d'Alfons XIII que José Sánchez Guerra formés govern, García Prieto formà part del darrer govern del regnat d'Alfons XIII, presidit per Juan Bautista Aznar Cabañas, on es van integrar altres figures com Romanones, Juan de la Cierva i, fins i tot, membres de la Lliga Regionalista.

## Mort
Després de la darrera presidència i la participació en el govern d'Aznar, la importància política de García Prieto va decaure, tot i que havia mantingut durant la dictadura el seu càrrec de senador vitalici, amb l'arribada de la Segona República, es va retirar a Sant Sebastià, on va morir el 8 de març del 1938, en plena Guerra Civil.